# 李也亭
李也亭（1807年—1867年），名容，清朝末年航运业巨商，曾一度垄断苏浙沪的沙船业。上海著名家族商业集团“小港李家”的创始人。

## 简介
生于浙江省宁波府镇海县小港村（今北仑区）。清朝道光元年（1821年），赴上海谋生，在南市曹德大糟坊学习经商。后在上海码头做沙船（运输船）运输工人（船工）。
由沙船营运而积累得资本，若干年后即独资创设久大沙船号，初拥有沙船十余艘，经营业务主要在苏浙沪和京津之间。不久后又斥资收购上海黄浦江码头一座，命名为久大码头。
曾替清廷运输军饷，被清廷奖励有功，赠授盐运司运同。与同乡赵朴斋等商人合伙，涉足当时新兴的钱庄业，筹资创办了慎余钱庄、崇余钱庄、立余钱庄等新兴企业。
曾集资创建养正义庄，投身慈善事业。并多次捐巨资赈灾，累计数十万金。斥资水利事业，多次在上海、浙江浚河，兴修水利设施。